# Église Saint-Étienne de Cadenet
L'église Saint-Étienne de Cadenet est une église catholique romaine de la ville de Cadenet, dans le département de Vaucluse, en France. L'édifice est classé monument historique depuis 1990 et le presbytère inscrit en 1981.

## Historique
Cet ancien lieu de culte de l'abbaye Saint-Eusèbe de Saignon fut cédé à l'abbaye Saint-Victor de Marseille, en 1173. L'église Saint-Etienne de Cadenet a connu plusieurs périodes de construction, entre le XIIe siècle et le XIXe siècle, qui donne à l'édifice un mélange de style architectural, sur une base romane. La nef date du XIVe siècle, de style gothique.